# Brodek (roślina)

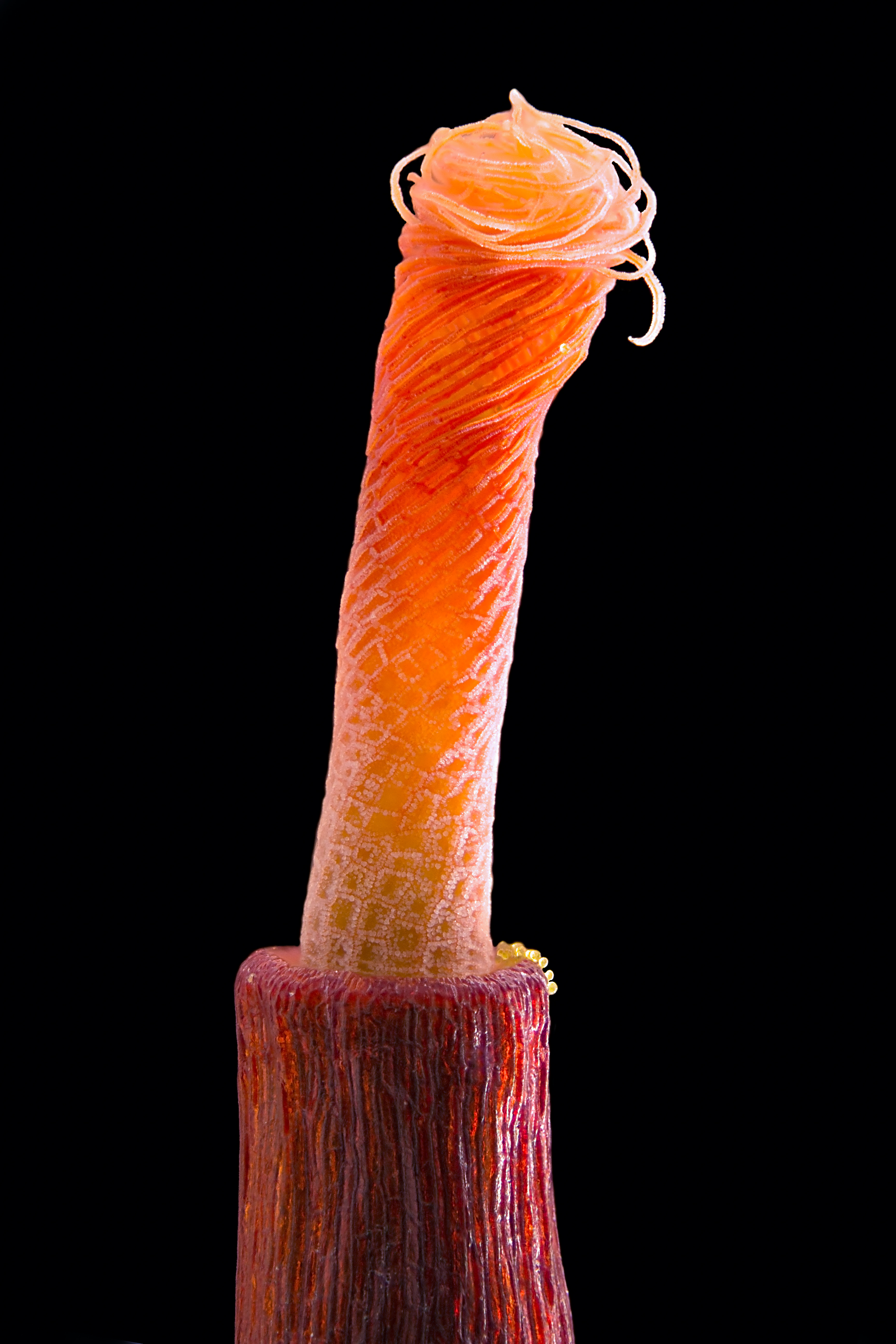
Perystom Tortula subulata z widocznymi skręconymi ząbkami

Brodek (Tortula Hedw.) – rodzaj mchów należący do rodziny płoniwowatych (Pottiaceae Schimp.). Przedstawiciele tego rodzaju występują na całym świecie. Wyrastają na powierzchni ziemi, na skałach i pniach drzew. Odgrywają istotną rolę w wietrzeniu skał.

## Morfologia
GametofityMchy z tego rodzaju tworzą zwykle gęste, choć łatwo rozpadające się darnie o wysokości od 0,5 cm do 10 cm, choć zazwyczaj nie większe niż 2 cm. Mają barwę zieloną do czarnozielonej w górnej części i są żółto-brązowe do ciemnobrązowych w dole. Chwytniki słabo rozwinięte lub gęste. Łodyżki zwykle nierozgałęzione, na przekroju okrągławe lub pięciokątne. Listki o długości zwykle 1–4, rzadziej do 6 mm, zazwyczaj łódkowato zgięte, tępe, rzadziej zaostrzone, kształtu językowatego lub łopatkowego. Suche są skręcone, ich brzeg jest podwinięty, tylko na szczycie płaskie. Żebro wychodzi w postaci gładkiego lub ząbkowanego włosa lub żółtego kolca, rzadko nie wystaje poza koniec liścia.
SporofitySeta żółtobrązowa lub brązowa, do 2,5 cm długości. Puszka zarodni walcowata, rzadziej podługowato eliptyczna, czasem jajowata lub kulista. Perystom pojedynczy, tworzony przez 32 włosowate zęby, brodawkowane lub podłużnie żeberkowane. Zęby te na końcach są zwykle kilkakrotnie skręcone.
ZarodnikiJasnobrązowe, brodawkowane lub także gładkie, o średnicy od 8–13 μm do 20–30 μm.

## Systematyka i nazewnictwo
Nazwa rodzaju pochodzi od łacińskiego słowa tortus – skręcone oraz -ula – drobny, odnosząc się do skręconych ząbków perystomu.
Według The Plant List rodzaj Tortula liczy 409 akceptowanych nazw gatunków oraz ich 235 synonimów.
Wykaz gatunków:
| - Tortula abyssinica De Not. - Tortula acaulon (With.) R.H. Zander – brodek bezłodygowy - Tortula aculeonervis (Müll. Hal.) Broth. - Tortula aenea (Müll. Hal.) Mitt. - Tortula afanassievii Lazarenko - Tortula agraria (Hedw.) P. Beauv. - Tortula alpina (Brid.) Arn. - Tortula altipes (Broth.) R.H. Zander - Tortula ambigua (Bruch & Schimp.) Ångström - Tortula amblyophylla (Hook.) Mitt. - Tortula amoena (Schumach.) Brid. - Tortula amphidiifolia (Müll. Hal.) Broth. - Tortula amplexa (Lesq.) Steere - Tortula ampliretis Crundw. & D.G. Long - Tortula anacamptophylla (Müll. Hal.) Broth. - Tortula anderssonii Ångström - Tortula andicola Mont. - Tortula andina (Sull.) Mitt. - Tortula androgyna (Müll. Hal.) Broth. - Tortula angustifolia Lindb. ex Broth. - Tortula annulus (Müll. Hal.) Broth. ex Paris - Tortula antarctica (Hampe) Wilson - Tortula apiculata (Hedw.) Turner - Tortula appressa Mitt. - Tortula appressifolia Mitt. - Tortula arenacea (Sull. & Lesq.) Culm. - Tortula arenae (Besch.) Broth. - Tortula areolata (C. Knight) Fife - Tortula arequipensis Cano & M. T. Gallego - Tortula argentinica (Broth.) R.H. Zander - Tortula aristata (Dicks.) Sm. - Tortula astoma Schiffner - Tortula atrata Thér. - Tortula atrovirens (Sm.) Lindb. - Tortula austro-africana W.A. Kramer - Tortula austroalpina (Müll. Hal.) Broth. - Tortula austromuralis (Müll. Hal.) Broth. ex Paris - Tortula austroruralis (Müll. Hal.) Broth. - Tortula baetica (Casas & R. Oliva) J. Guerra & Ros - Tortula barbata (Curtis ex With.) Sm. - Tortula barbuloides (Brid.) Mitt. - Tortula bauriana Warnst. ex Baur - Tortula berica (De Not.) Lindb. - Tortula berthoana Thér. - Tortula bidentata X.L. Bai - Tortula bipedicellata E. Britton - Tortula bogosica (Müll. Hal.) R.H. Zander - Tortula bogotensis (Hampe) Mitt. - Tortula bolanderi (Lesq. & James) M. Howe - Tortula bombayensis (Müll. Hal.) Mitt. - Tortula brachyaichme (Müll. Hal.) Broth. - Tortula brachyangia (Müll. Hal. & Kindb.) Broth. - Tortula brachychaete Dusén - Tortula brachyclada Cardot - Tortula brachydontia (Bruch) Mitt. - Tortula brachymenia Mitt. - Tortula brachypila (Müll. Hal.) Broth. - Tortula brachypoda (Cardot & Thér.) Broth. - Tortula brachytricha (Müll. Hal.) Broth. - Tortula brebissonii (Brid.) Fior.-Mazz. - Tortula brevifolia (Dicks. ex With.) Sm. - Tortula brevimucronata (Müll. Hal.) Broth. - Tortula brevipes (Lesq.) Broth. - Tortula brevis H. Whitehouse & M.E. Newton - Tortula breviseta Mont. - Tortula brevisetacea (Hampe ex F. Muell.) Thér. - Tortula brevissima Schiffner - Tortula brunnea (Müll. Hal.) Broth. - Tortula buchtienii Herzog - Tortula bullata (Sommerf.) Lindb. - Tortula buyssonii (H. Philib.) Broth. - Tortula calcarea Fior.-Mazz. - Tortula calcicolens W.A. Kramer - Tortula californica E.B. Bartram - Tortula calyculosa Mitt. - Tortula campestris Dusén - Tortula canescens Mont. - Tortula capillaris (Dixon ex P.C. Chen) R.H. Zander - Tortula cardotii Thér. & Naveau - Tortula cavallii G. Negri - Tortula cernua (Huebener) Lindb. – brodek zwisły - Tortula characodonta (Müll. Hal.) Broth. - Tortula chilensis (Mont.) Mitt. - Tortula chionostoma (Venturi) Broth. - Tortula chrysoblasta (Müll. Hal.) Broth. ex Paris - Tortula chrysopila (Müll. Hal.) Paris - Tortula chubutensis Dusén - Tortula chungtienia R.H. Zander - Tortula ciliata Broth. - Tortula cirrifolia Mitt. - Tortula closteri (Austin) Austin - Tortula cochlearifolia P. de la Varde - Tortula conotricha (Müll. Hal.) Paris - Tortula contorta (Hampe) Mont. - Tortula contortifolia Mitt. - Tortula convoluta (Hedw.) P. Gaertn., B. Mey. & Scherb. - Tortula corniculata (Wahlenb.) Mitt. - Tortula costata Mitt. - Tortula crawfordii (Paris) Watts - Tortula crenata Mitt. - Tortula crenulata Warnst. - Tortula crispata (Hampe) Watts & Whitel. - Tortula crispula (Bruch) Mitt. - Tortula crocea Brid. - Tortula cruegeri (Sond. ex Müll. Hal.) Mitt. - Tortula cucullifera Mitt. - Tortula cuneifolia (Dicks.) Turner - Tortula cuspidatissima (Müll. Hal.) Broth. - Tortula cylindrica (Bruch ex Brid.) Mitt. - Tortula danica (M.T. Lange) C. Hartm. ex Limpr. - Tortula deciduidentata (Sharp & Z. Iwats.) R.H. Zander - Tortula decolorans (Hampe) Mitt. - Tortula demawendica Schiffner - Tortula densa (Velen.) J.-P. Frahm - Tortula densifolia (Hook. f. & Wilson) Hook. f. & Wilson - Tortula denticulata (Wilson) Mitt. - Tortula deserta (Müll. Hal.) Broth. - Tortula desertorum Broth. - Tortula diaguita (R.H. Zander & Mahu) Cano & M. T. Gallego - Tortula domingensis Thér. - Tortula eckeliae R.H. Zander - Tortula edentula Ignatova & Ignatov - Tortula egelingii (Schlieph.) Broth. - Tortula elaphrotricha (Müll. Hal.) Broth. ex Watts & Whitel. - Tortula elata (Müll. Hal.) Durieu & Mont. - Tortula emarginata (Dozy & Molk.) Mitt. - Tortula entosthodontacea (Cardot & Dixon) R.H. Zander - Tortula epilosa Broth. ex Dusén - Tortula ericetorum (Dicks. ex With.) Sm. - Tortula erubescens (Mitt.) Mitt. - Tortula erythrodonta (Taylor) Wilson - Tortula erythroneura (Müll. Hal.) Broth. - Tortula erythrotricha (Müll. Hal.) Broth. - Tortula eubryum (Müll. Hal.) Broth. - Tortula excavata Mitt. - Tortula exesa (Müll. Hal.) Broth. - Tortula fallax (Hedw.) Schrad. ex Turner - Tortula felipponei Thér. - Tortula ferruginea E.B. Bartram - Tortula filaris (Müll. Hal.) Broth. - Tortula fiorii (Venturi) G. Roth - Tortula flagellaris (Schimp.) Mont. - Tortula flavipes (Bruch & Schimp.) Wilson - Tortula flaviseta Mitt. - Tortula flavovirens (Bruch) Fior.-Mazz. - Tortula flexomarginata (Müll. Hal. & Hampe) Mitt. - Tortula flexuosa Brid. - Tortula fontana (Müll. Hal.) Broth. - Tortula fragillima Herzog - Tortula freibergii Dixon & Loeske - Tortula fuegiana (Mitt.) Mitt. - Tortula fuscinervia Mitt. - Tortula fuscomucronata (Müll. Hal.) Broth. - Tortula geheebiaeopsis (Müll. Hal.) Broth. - Tortula glacialis (Kunze ex Müll. Hal.) Mont. - Tortula glaucescens (Hampe) Mitt. - Tortula grandiretis Broth. - Tortula guepinii (Bruch & Schimp.) Broth. - Tortula handelii Schiffner - Tortula heimii (Hedw.) Mitt. - Tortula herzogii R.H. Zander - Tortula heteroloma Cardot - Tortula hibernica Mitt. - Tortula hildebrandtii (Müll. Hal.) Broth. - Tortula hirsuta (Venturi) Lazarenko - Tortula hoppeana (Schultz) Ochyra – brodek Hoppego - Tortula hornschuchiana (Schultz) De Not. - Tortula humida Mitt. - Tortula humilis (Hedw.) Turner - Tortula husnotii (Schimp. ex Besch.) Broth. - Tortula hyalinotricha (Müll. Hal.) Broth. - Tortula incerta (Mitt.) Broth. - Tortula inermis (Brid.) Mont. - Tortula inflexa Duby - Tortula inundata Mitt. - Tortula involucrata (Müll. Hal.) Watts & Whitel. - Tortula israelis Bizot & F. Bilewsky - Tortula jamesonii (Taylor) Mitt. - Tortula jugicola Duby - Tortula kabir-khanii (Broth.) R.H. Zander - Tortula kneuckeri Broth. & Geh. - Tortula lacerifolia R.S. Williams - Tortula laeta (Kunze ex Müll. Hal.) Mitt. - Tortula laevigata Mitt. - Tortula laevinervis Broth. ex Dusén - Tortula laeviuscula (Kindb.) Broth. - Tortula lamprocalyx (Müll. Hal.) Mont. - Tortula lanceola R.H. Zander – brodek lancetowaty - Tortula latrobeana (Müll. Hal.) Mitt. - Tortula laureri (Schultz) Lindb. - Tortula lazarenkoi L.I. Savicz - Tortula lechleri (Müll. Hal.) Broth. - Tortula leikipiae (Müll. Hal.) Broth. - Tortula leiostoma Herzog - Tortula leiostomoides P. de la Varde - Tortula leptopyxis (Müll. Hal.) Lindb. & Arnell - Tortula lepto-syntrichia (Müll. Hal.) Broth. - Tortula leptotheca (Broth.) P.C. Chen - Tortula leucochlora (Müll. Hal.) Broth. - Tortula leucostega (Müll. Hal.) Broth. - Tortula leucostoma (R. Br.) Hook. & Grev. - Tortula ligularis Mitt. - Tortula ligulata Herzog - Tortula limensis R.S. Williams - Tortula lindbergii Broth. | - Tortula linearifolia P. Beauv. - Tortula linearis (Sw. ex F. Weber & D. Mohr) Sw. ex Mitt. - Tortula linguifolia Herzog - Tortula lingulata Lindb. - Tortula lithophila Dusén - Tortula litorea Cardot - Tortula longifolia (Griff.) Mitt. - Tortula longirostris (Hampe) Mitt. - Tortula lurida (Hornsch.) Mitt. - Tortula mac-owiana (Müll. Hal.) Broth. - Tortula macrocarpa (Schimp.) Mitt. - Tortula macrotricha (Cardot & Thér.) Broth. - Tortula madagassa Dixon - Tortula magellanica Mont. - Tortula marginata (Bruch & Schimp.) Spruce - Tortula maritima (R. Br. bis) R.H. Zander - Tortula media E.S. Salmon - Tortula megalocarpa (Kindb.) Broth. - Tortula melanocarpa Mitt. - Tortula melbourneana (Müll. Hal.) Broth. - Tortula mendozensis Mitt. - Tortula meridionalis (Luisier) Guim. - Tortula meruensis (Müll. Hal.) Broth. - Tortula mexicana (Hampe ex Müll. Hal.) Mitt. - Tortula minima Herzog - Tortula minor (Müll. Hal.) R.H. Zander - Tortula minuscula R.S. Williams - Tortula minutirosula (Müll. Hal.) Broth. - Tortula mniadelphus (Müll. Hal.) Broth. - Tortula mniifolia (Sull.) Mitt. - Tortula modica R.H. Zander – brodek zwyczajny - Tortula mongolica (Boros) Ochyra - Tortula montana Mitt. - Tortula mucronifera W. Frey, Kurschner & Ros - Tortula mucronifolia Schwägr. – brodek szpiczasty - Tortula mucronulata (Dicks. ex With.) Turner - Tortula muralis Hedw. – brodek murowy - Tortula muricola (Müll. Hal.) Mitt. - Tortula murina (Müll. Hal.) Broth. - Tortula mutica (Schultz) Lindb. - Tortula nana (Müll. Hal.) Broth. - Tortula nankomontana Nog. - Tortula napoana De Not. - Tortula navicularis (Mitt.) Broth. - Tortula neomexicana (Sull. & Lesq.) Broth. - Tortula nevadensis (Cardot & Thér.) R.H. Zander - Tortula novogranatensis (Hampe) Mitt. - Tortula obscuriretis Thér. - Tortula obtusifolia (Schwägr.) Mathieu - Tortula occidentalis Mitt. - Tortula oleaginosa I.G. Stone - Tortula omissa Thér. - Tortula oranica (Müll. Hal.) Broth. - Tortula orthodonta (Müll. Hal.) Mitt. - Tortula pallens Brid. - Tortula pallida (Lindb.) R.H. Zander - Tortula panduraefolia (Müll. Hal. & Hampe) Broth. - Tortula parramattana Mitt. - Tortula parva Cardot - Tortula patagonica Mitt. - Tortula paulsenii Broth. - Tortula perarmata Broth. - Tortula percarnosa (Müll. Hal.) Broth. - Tortula perpusilla (Müll. Hal.) Broth. - Tortula perrubiginosa (Dusén) Paris - Tortula perrufula (Müll. Hal.) R.S. Williams - Tortula peruviana Mitt. - Tortula phaea (Hook. f. & Wilson) Dixon - Tortula pilifera Hook. - Tortula planicosta Herzog - Tortula planifolia X.J. Li - Tortula platyphylla Mitt. - Tortula plinthobia (Sull. & Lesq.) Broth. - Tortula podocarpi (Müll. Hal.) Broth. - Tortula polycarpa Dusén - Tortula polylepidis Herzog - Tortula polyseta (Müll. Hal.) Warnst. - Tortula porteri (James) Broth. - Tortula preissiana (Müll. Hal.) Broth. - Tortula propinqua (Müll. Hal.) Broth. - Tortula prostrata Mont. - Tortula protobryoides R.H. Zander - Tortula pruinosa Mitt. - Tortula pseudoaciphylla (Kindb.) Broth. - Tortula pseudoantarctica (Müll. Hal.) Broth. - Tortula pseudohandelii J. Froehl. - Tortula pseudolatifolia Cardot - Tortula pseudopilifera (Hampe & Müll. Hal.) Mitt. - Tortula pseudoprinceps Dixon - Tortula pseudorobusta Dusén - Tortula pugionata (Müll. Hal.) Broth. - Tortula pulvinatula Dusén - Tortula purpureo-velutina Herzog - Tortula pusilla Mitt. - Tortula pygmaea Dusén - Tortula quitoensis Taylor - Tortula raddei Broth. - Tortula rallieri Cardot - Tortula ramosissima Thér. - Tortula raucopapillosa (X.J. Li) R.H. Zander - Tortula raui (Austin) Austin - Tortula readeri (Müll. Hal.) Broth. - Tortula rectifolia (Taylor) Mitt. - Tortula recurvata Hook. - Tortula rehmannii (Müll. Hal.) Sim - Tortula reticularia (Müll. Hal.) Broth. - Tortula revolutifolia Lazarenko - Tortula revolvens (Schimp.) G. Roth - Tortula rhodonia R.H. Zander - Tortula rigescens Broth. & Geh. - Tortula rigida (Hedw.) Schrad. ex Turner - Tortula robusta Hook. & Grev. - Tortula rotundifolia Hartm. - Tortula rotundo-emarginata (Müll. Hal. & Kindb.) Broth. - Tortula rubella Hook. & Wilson - Tortula rubra Mitt. - Tortula rufipila (Cardot & Thér.) Broth. - Tortula sabinae C.C. Towns. - Tortula sainsburyana R.H. Zander - Tortula santiagensis Broth. - Tortula satoi Sakurai - Tortula savatieri (Besch.) Broth. - Tortula saxicola Cardot - Tortula scabrella Dusén - Tortula scabrinervis (Müll. Hal.) Mont. - Tortula schimperi Cano, O. Werner & J. Guerra - Tortula schlimii (Müll. Hal.) Mitt. - Tortula schmidii (Müll. Hal.) Broth. - Tortula semi-rubra (Müll. Hal.) Broth. - Tortula serrata Dixon - Tortula sinuata E.B. Bartram - Tortula sinuosa Mitt. - Tortula socialis Dusén - Tortula solmsii (Schimp.) Limpr. - Tortula solomensis (Broth.) R.H. Zander - Tortula sordida Herzog - Tortula spadicea Mitt. - Tortula spathulata (Harv.) Mitt. - Tortula splachnoides (Hornsch.) R.H. Zander - Tortula sprengelii (Schwägr.) Hook. & Grev. - Tortula squarripila Thér. - Tortula starckeana (Hedw.) Kindb. - Tortula stellata (Dicks. ex With.) Sm. - Tortula stenocarpa (Hampe) Mitt. - Tortula streptopogoniacea (Müll. Hal.) Broth. - Tortula stricta (Hedw.) P. Beauv. - Tortula subagraria (Müll. Hal.) Broth. - Tortula subantarctica Sainsbury - Tortula subaristata (Bruch & Schimp. ex Müll. Hal.) Broth. - Tortula subcalycina (Müll. Hal.) Mitt. - Tortula subcarnifolia (Müll. Hal. & Kindb.) Paris - Tortula subcuneifolia (Kindb.) Broth. - Tortula subintermedia (Renauld & Cardot) Cardot - Tortula sublimbata (Mitt.) Broth. - Tortula submegalocarpa (Kindb.) Broth. - Tortula submontana Broth. - Tortula submuralis (Müll. Hal.) Broth. - Tortula submutica Broth. - Tortula subobliqua R.S. Williams - Tortula subpapillosa Cardot & Broth. - Tortula subrufa Cardot - Tortula subsessilis (Brid.) Mitt. - Tortula subspathulata (Müll. Hal.) Broth. - Tortula subspiralis (Hampe) Broth. - Tortula subtorquatifolia Dixon - Tortula subtorquescens (Müll. Hal. & Kindb.) Broth. - Tortula subtranscaspica J. Froehl. - Tortula subulata Hedw. – brodek szydłowaty - Tortula subulifolia (Sull.) Mitt. - Tortula sullivaniana (Müll. Hal.) Watts & Whitel. - Tortula systylia (Schimp.) Lindb. - Tortula tasmanica (Hampe) Mitt. - Tortula tenella Broth. - Tortula tenuirostris (Hook. & Taylor) Mitt. - Tortula teretiuscula (Schimp.) Mitt. - Tortula thianschanica Broth. - Tortula thomsonii (Müll. Hal.) R.H. Zander - Tortula tonkinensis (Besch.) R.H. Zander - Tortula torquatifolia (Geh.) Dixon - Tortula toutonii Bizot - Tortula trachyneura Dixon - Tortula trachyphylla Broth. - Tortula transcaspica Broth. - Tortula truncata (Hedw.) Mitt. – brodek ucięty - Tortula ucrainica (Lazarenko) R.H. Zander - Tortula umbrosa Dusén - Tortula unguiculata Turner - Tortula vahliana (Schultz) Mont. - Tortula verticillata (Hedw.) Mitt. - Tortula vesiculosa (Müll. Hal.) Broth. - Tortula vinealis (Brid.) Spruce - Tortula virescens (De Not.) De Not. - Tortula viridifolia (Mitt.) Blockeel & A.J.E. Sm. - Tortula viridipila Dixon & Sainsbury - Tortula viridula (Müll. Hal.) Broth. - Tortula vlassovii (Laz.) Ros & Herrnst. - Tortula websteri H. Rob. - Tortula wilczekii Meyl. - Tortula wilhelmii (Müll. Hal.) Watts & Whitel. - Tortula willisiana R.H. Zander - Tortula wilsonii (Hook.) R.H. Zander - Tortula xerophila Herzog - Tortula yuennanensis P.C. Chen - Tortula zoddae R.H. Zander |

## Ochrona
Przedstawiciel rodzaju brodek zwisły od 2004 roku jest objęty w Polsce ochroną gatunkową, w latach 2004–2014 ścisłą, a od 2014 r. częściową.